# EF作戦
EF作戦（Operation EF）は、1941年7月から8月に実行されたイギリス軍の作戦。作戦目的はノルウェーのキルケネスとフィンランドのペツァモ周辺のドイツ船舶攻撃である。空母ヴィクトリアスとフューリアスから航空攻撃が行われたが、目立った戦果はなかった。

## 作戦経過
スカパ・フローから1941年7月22日にQ部隊（駆逐艦エクリプス、エコー、タンカー ブラック・レンジャー）が、23日に敷設巡洋艦アドヴェンチャーとP部隊（空母ヴィクトリアス、フューリアス、重巡洋艦デヴォンシャー、サフォーク、駆逐艦イントレピッド、エスカペイド、アンソニー、アケイティーズ、アクティヴ、アンテロープ）がそれぞれ出撃し、アイスランドのセイデスフィヨルドへ向かった。Q部隊はセイデスフィヨルド到着後給油を行い、それからX地点（北緯70度28分、東経8度0分）へ向かった。7月25日の午後にP部隊はセイデスフィヨルドに着き、先に来ていたアドヴェンチャーと合流した。ただ、セイデスフィヨルドへの航行中に駆逐艦アケイティーズが触雷した。損傷したアケイティーズはアンソニーに曳航されてセイデスフィヨルドにたどり着いた。この2隻の駆逐艦の代わりとして駆逐艦イングルフィールドとイカルスが派遣された。
7月26日午後、まずアドヴェンチャーが駆逐艦アンソニーを伴って出航した。続いてP部隊も出航し、アドヴェンチャーと合流後X地点へ向かった。7月28日午後、Q部隊および駆逐艦イングルフィールド、イカルスと合流し、給油を行った。給油後、P部隊は攻撃に向かった。
7月30日、ヴィクトリアスとフューリアスから攻撃隊が発進し、前者はキルケネス、後者はペツァモの攻撃に向かった。キルケネスではドイツの砲術練習艦ブレムゼなどを攻撃したが、与えた損害はわずかであり、ブレムゼは無傷であった。攻撃隊は29機中13機を失った。ペツァモには船舶は居らず、攻撃は港湾施設などに対して行われた。ここでは24機中3機を失った。
攻撃隊収容後、燃料が乏しくなっていたフューリアスは帰還した。
8月4日、ヴィクトリアスからフルマー3機がトロムソ攻撃に向かい、発見した船舶を攻撃した。この攻撃ではフルマー1機が失われた。
8月5日、ヴィクトリアスはセイデスフィヨルドに帰投した。
作戦中、部隊はドイツ軍機に発見されたが、ドイツ軍による攻撃はなかった。